# Magnus Olsen
Magnus Bernhard Olsen, född 28 november 1878 i Arendal, död 16 januari 1963 i Oslo, var en norsk språkforskare, svärson till Albert Kjær.

## Biografi
Olsen blev student 1896, cand. mag. 1903, universitetsstipendiat 1904 och var professor vid Kristiania universitet i fornnorska och isländska språket och litteraturen 1908-48. Åren 1902-04 innehade han stipendium för studier i runologi och bistod från 1902 Sophus Bugge först som medhjälpare, därefter som medutgivare vid arbetet med "Norges indskrifter med de ældre runer", vilket han avslutade 1924. Han ombesörjde vidare en utgåva av "Volsunga Saga ok Ragnars Saga Loðbrókar" (1906-08) och avslutade 1924 tillsammans med Just Knud Qvigstad det av Oluf Rygh påbörjade verket "Norske Gaardnavne". 
Olsen författade även flera mindre, mycket värdefulla, arbeten över runor, nordisk mytologi och norska ortnamn, bland annat ett stort antal lärda uppsatser i den av honom från 1909 utgivna tidskriften "Maal og Minne". Nämnas bör också Filologiens historie i Norge (1911; i Kristiania universitets jubileumsskrift) och Stedsnavne-studier (1912). Stort intresse väckte hans vid Instituttet for sammenlignende kulturforskning hållna föreläsningar om norska ortnamn, som utkom 1926 under titeln Ættegård og helligdom, en bok, som vann en betydande spridning även bland den breda publiken. Senare utkom den populärt hållna Hva våre stadsnamn lærer oss (1934). 
Olsen invaldes som ledamot av Det Norske Videnskaps-Akademi (1904), Det Kongelige Norske Videnskabers Selskab och Vetenskapsakademien i Stockholm (1932). 1911 blev han korresponderande ledamot av Vitterhets-, historie- och antikvitetsakademien. Han tilldelades år 1922 Fridtjof Nansens belønning for fremragende forskning.